# Buzignargues
Buzignargues é uma comuna francesa na região administrativa de Occitânia, no departamento de Hérault. Estende-se por uma área de 4,61 km². Em 2010 a comuna tinha 355 habitantes (densidade: 77 hab./km²).